# Euphorbia multiceps
Euphorbia multiceps là một loài thực vật có hoa trong họ Đại kích. Loài này được A.Berger mô tả khoa học đầu tiên năm 1905.